# Brocchinia hitchcockii
Brocchinia hitchcockii es una especie del género Brocchinia. Esta especie es nativa de Venezuela en Amazonas, donde se encuentra como epifita en selva de Bonnetias en la cumbre del Cerro Pard, en el Río Ventuari, Río Paru, a una altitud de 2000 metros.

## Taxonomía
Brocchinia hitchcockii fue descrito por Lyman Bradford Smith  y publicado en Memoirs of the New York Botanical Garden 9: 292, f. 23. 1957.
Etimología
Brocchinia: nombre genérico que fue otorgado en honor del naturalista italiano Giovanni Battista Brocchi.
hitchcockii: epíteto otorgado en honor del botánico Albert Spear Hitchcock.